# Sankt Marein bei Neumarkt
Sankt Marein bei Neumarkt est une ancienne commune autrichienne du district de Murau en Styrie.